# カルメル会
カルメル会またはカルメル修道会（ラテン語：Ordo fratrum Beatæ Virginis Mariæ de monte Carmelo, 略称：O.C.、カルメル山の聖なるおとめマリアの兄弟会）は、キリスト教、カトリックの修道会。男子カルメル会と女子カルメル会、および第三会と呼ばれる在俗者会がある。12世紀にパレスティナで起こり、現代でも世界中にその修道院がある。

## 概説
カルメル会は、12世紀にB修士（原典では「B」という頭文字のみが確認されている。もっともポピュラーな解釈では「ブロカルド」）という修道者がパレスティナのカルメル山中に修道院を築いて暮らしたことが起源とされる。会の名称はその地名からとられている。B修士はもともとカラブリアの出身であったが、巡礼者あるいは十字軍戦士としてパレスティナに赴き、発願して修道者となったといわれている。カルメル山は旧約聖書の『列王記上』で預言者エリヤがバアルの預言者たちと対決し、勝利したことで知られる山である。

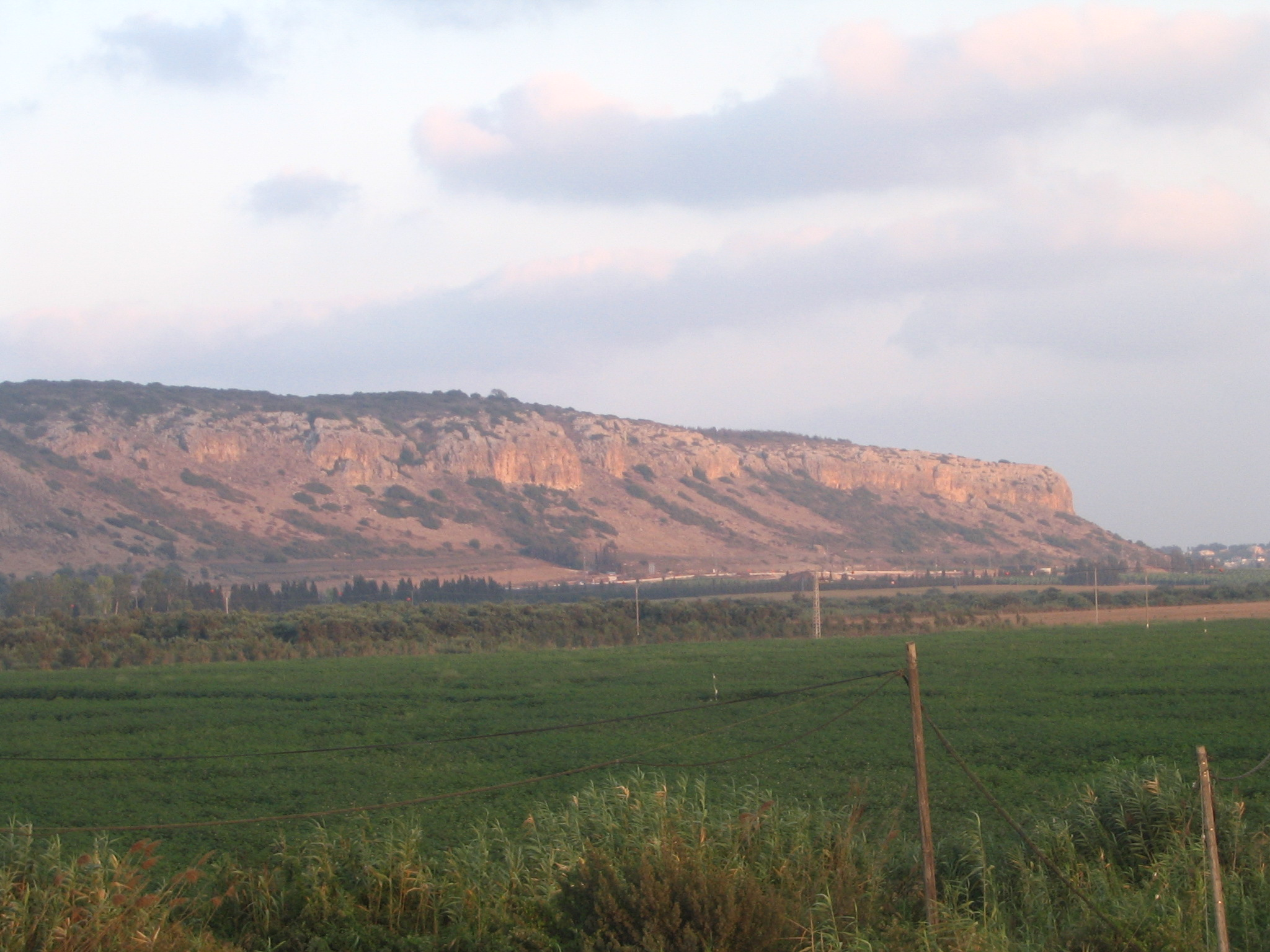
カルメル山

B修士の修道院に修道士が集まって生活を始めると、会則が出来、1226年に教皇ホノリウス3世に認可されたことで正式な修道会として成立した。13世紀に東方と西方の乖離が進んだため、カルメル会士たちは発祥地のカルメル山を離れてシチリアとキュプロスに修道院をつくった。やがて会員の増加と共に、イギリスなどヨーロッパ中にカルメル会の修道院を建てていった。1259年にはルイ9世の援助によってパリにカルメル会修道院が設置されている。
14世紀以降、他の修道会にも見られた刷新運動が勃興し、原点回帰が叫ばれるようになった。その動きの中で特に大きな役割を果たしたのは16世紀の女子修道会におけるアビラのテレサであり、男子修道会における十字架のヨハネである。アビラのテレサは、1562年、最初の改革派女子修道院をアビラに創立、さらに1568年には十字架のヨハネの協力を得て、改革派男子修道院を創立した。彼らの思想に共鳴し、後に続いたカルメル会士たちは改革を意味する跣足（せんそく＝裸足）のグループと称するようになる（後の跣足カルメル修道会 O.C.D：Ordo Carmelitarum Discultiatorum）。約20年のあいだに、16の女子修道院、15の男子修道院がスペインに設立された。このグループは、1593年に元のカルメル会から分離独立する。改革派は、17世紀には、聖ヨゼフ修族と呼ばれるスペイン系と聖エリア修族と呼ばれるイタリア系に別れ、そのまま独自の会憲、独自の総長をもって活動していたが、1875年、時の教皇福者ピウス9世の命により合併、O.C.D.となり、非改革派（履足派）はO.Carm.と称するようになる。
その後、フランス革命と近代啓蒙思想の発達によって反カトリック教会・反修道会的風潮がヨーロッパに強まったことで、カルメル会も大きな打撃を受けたが、この危機を乗り越え、現代でも世界中に多くの修道院が存続している。
2021年9月4日、スペイン人のミゲル・マルケス・カーレ（Miguel Marquez Calle, 1965年10月5日生まれ）神父が、男子跣足カルメル修道会の新総長に選出された。任期は6年である。

## 日本における活動
最初に女子跣足カルメル修道会の修道院が、フランスの詩人で外交官であるポール・クローデルの提案と、海軍少尉でカトリック信者である山本信次郎の協力、最初の日本人司教に叙階された早坂久之助の招聘努力により、1933年（昭和8年）、フランス・ショーレ（Cholet）の修道院から来日した修道女たちにより東京・一番町に設立された。1946年（昭和21年）には第三会員（信徒会）が発足している。その後、さらに西宮、北海道などに女子修道院が創立された（フランス系）。
1950年には、ベルギーのブルージュ修道院より3人の修道女が来日し、東京の修道院に滞在したのち、1951年に福岡に修道院を創立した。福岡修道院からは、1959年にはベルギー人修道女1人を含む9人が京都修道院を、1978年には日本人修道女8人が大分修道院を、それぞれ創立している（ベルギー系）。
1951年（昭和26年）には、共産主義政権樹立による迫害で中国から逃れてきた男子跣足カルメル修道会のイタリア人会員が来日し、名古屋に初の男子修道院を創立した。その後、1952年にはミラノから来日した男子会員により、東京と京都に男子修道院を設立した（イタリア系）。
なお、カトリック東京大司教区補佐司教であった森一弘司教、同教区司祭井上洋治神父、星野正道神父は元跣足カルメル会士である。

### 日本における男子跣足カルメル修道会
- 東京都世田谷区：カルメル山の聖母修道院（上野毛、1952年創立）
- 愛知県名古屋市：聖ヨゼフ修道院（本部、日比野、1952年創立）
- 石川県金沢市：カルメル山の聖母修道院（三馬）
- 京都府宇治市：イエズスの聖テレジア修道院（御蔵山、1962年創立）

### 日本における女子跣足カルメル修道会
- 北海道伊達市：イエズスの聖テレジア修道院（1962年、月形町に設立。1980年、現在地に移転）
- 北海道幕別町：幼きイエズス修道院
- 東京都調布市：三位一体修道院（1933年、東京市麹町区一番町（現・東京都千代田区）に創立）
- 長野県泰阜村：聖家族修道院（2001年創立）
- 京都府京都市：お告げの聖母修道院（1959年創立、創立者は神の母のガブリエル〔ベルギー出身、のちに帰化し、三木望となる〕）
- 兵庫県西宮市：聖ヨゼフ修道院（1947年創立）
- 山口県山口市：教会の母マリア修道院（1979年創立）
- 福岡県福岡市：カルメル山の聖母修道院（1951年、神松寺に創立。創立者は三位一体のマリー・ジョゼフ〔ベルギー出身、のちに帰化し、三木信となる〕。1989年、今宿に移転）
- 大分県由布市：聖マリア修道院（1978年創立。創立者はイエス・マリアのテレーズ・マルグリット小西幸子）

## 著名なカルメル会員

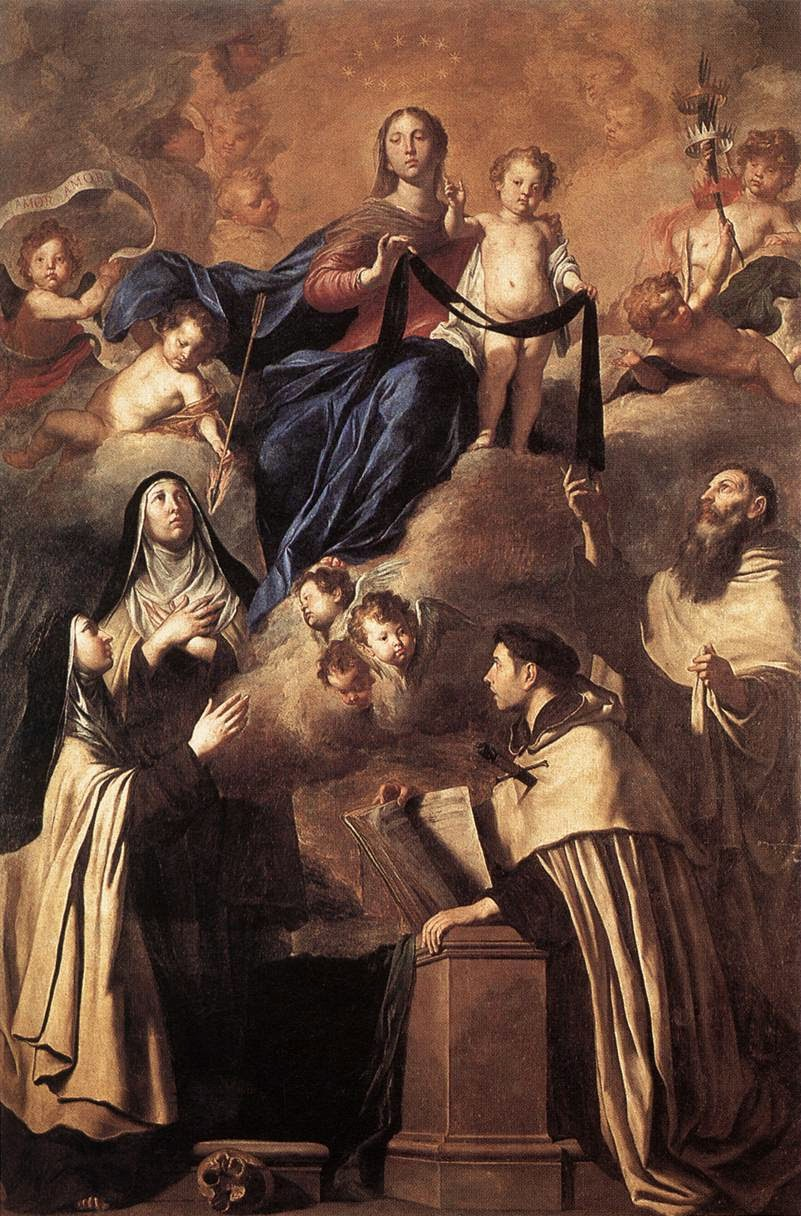
『カルメル山の聖母とカルメル会の諸聖人』（ピエトロ・ノヴェッリ画、1641年）

- アビラのテレサ（1515年 - 1582年：女子カルメル会の改革者、聖人、教会博士。
- 十字架のヨハネ（1542年 - 1591年：男子カルメル会の改革協力者、聖人、教会博士
- バルブ・アカリー（1566年 - 1618年）：17世紀フランス・カトリック界の貴族夫人。福者。改革（跣足）カルメル会をフランスに導入し、夫の死後、そこの修道女となる。
- 御復活のラウレンシオ：17世紀フランスのカルメル会修道士。元は兵士であったが負傷し、退役後は修道院に入り聖なる生活を送り、信仰に関する著書を遺した。
- ルイーズ・ド・ラ・ヴァリエール （1644年 - 1710年）：17世紀フランス、ルイ14世の愛妾。のちカルメル会に入り、修道女となる。
- リジューのテレーズ（1873年 - 1897年）：19世紀フランスのカルメル会修道女、聖人、教会博士。
- コンピエーニュの16修道女殉教者：福者。フランス革命下において処刑される。
- カミーユ・ド・ソワイエクール：修道女。フランス革命によって閉鎖されたカルメル会修道院の復興者。
- フランシスコ・パラウ：福者。カルメル宣教修道女会並び聖テレジアのカルメル宣教修道女会を設立。
- 三位一体のエリザベト（1880年 - 1906年）：修道女、聖人。
- ティトゥス・ブランズマ（1881年 - 1942年）：オランダの司祭、ジャーナリスト、福者。ダッハウの強制収容所で殺害される。
- グアダラハラの3修道女殉教者：福者。スペイン内戦下において殺害される。
- エーディト・シュタイン（1891年 - 1942年）：聖人、フッサール門下の哲学者、アビラのテレサの思想に感銘を受けてカルメル会に入会。ユダヤ系であったため、アウシュヴィッツ＝ビルケナウ強制収容所で処刑される。
- ジョルジュ・ティエリ・ダルジャンリュー：司祭、フランス海軍将校。第二次世界大戦中、自由フランス軍の一員として指揮をとった。
- マリー＝ウジェーヌ・ド・ランファン・ジェジュ：司祭、ノートルダム・ド・ヴィの創立者。
- ルシア・ドス・サントス（1907年 - 2005年）：ファティマにおける聖母出現の幻視者。
- 奥村一郎：司祭。禅宗よりの改宗者で仏教との対話を深めている。